# Tulčík
Tulčík (bis 1927 auch „Tilčík“; ungarisch Töltszék) ist eine Gemeinde im Osten der Slowakei mit 1334 Einwohnern (Stand 31. Dezember 2024) im Okres Prešov, einem Teil des Prešovský kraj, und wird zur traditionellen Landschaft Šariš gezählt.

## Geographie

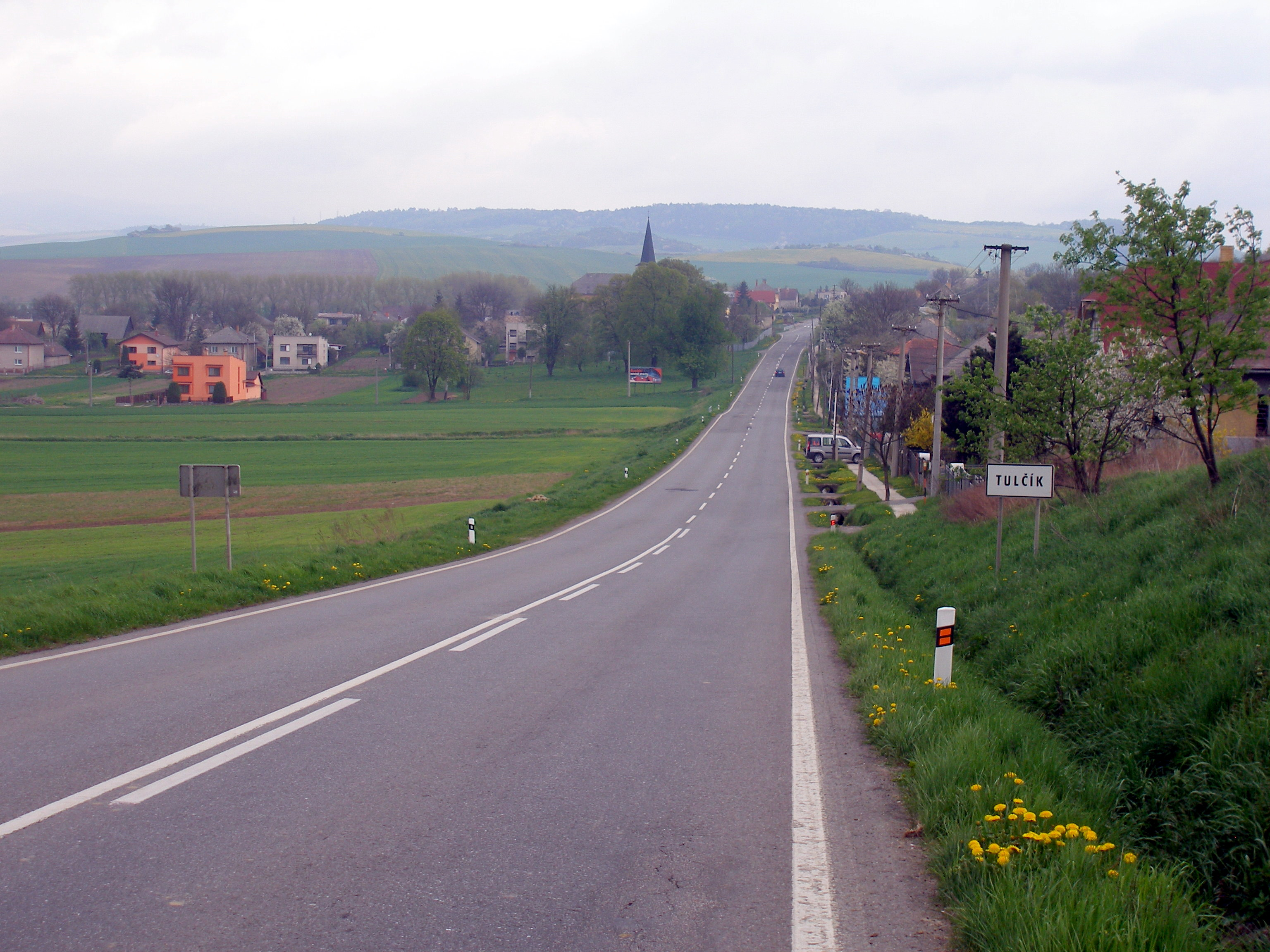
Blick auf den Ort vom Ortseingang

Die Gemeinde befindet sich am Südrand der Niederen Beskiden im Tal des Flusses Sekčov. Das Ortszentrum liegt auf einer Höhe von 286 m n.m. und ist 15 Kilometer von Prešov entfernt.
Nachbargemeinden sind Demjata im Norden, kurz Lopúchov im Nordosten, Podhorany im Osten, Fulianka und Kapušany im Süden, Fintice im Südwesten, Záhradné im Westen und Veľký Slivník im Nordwesten.

## Geschichte

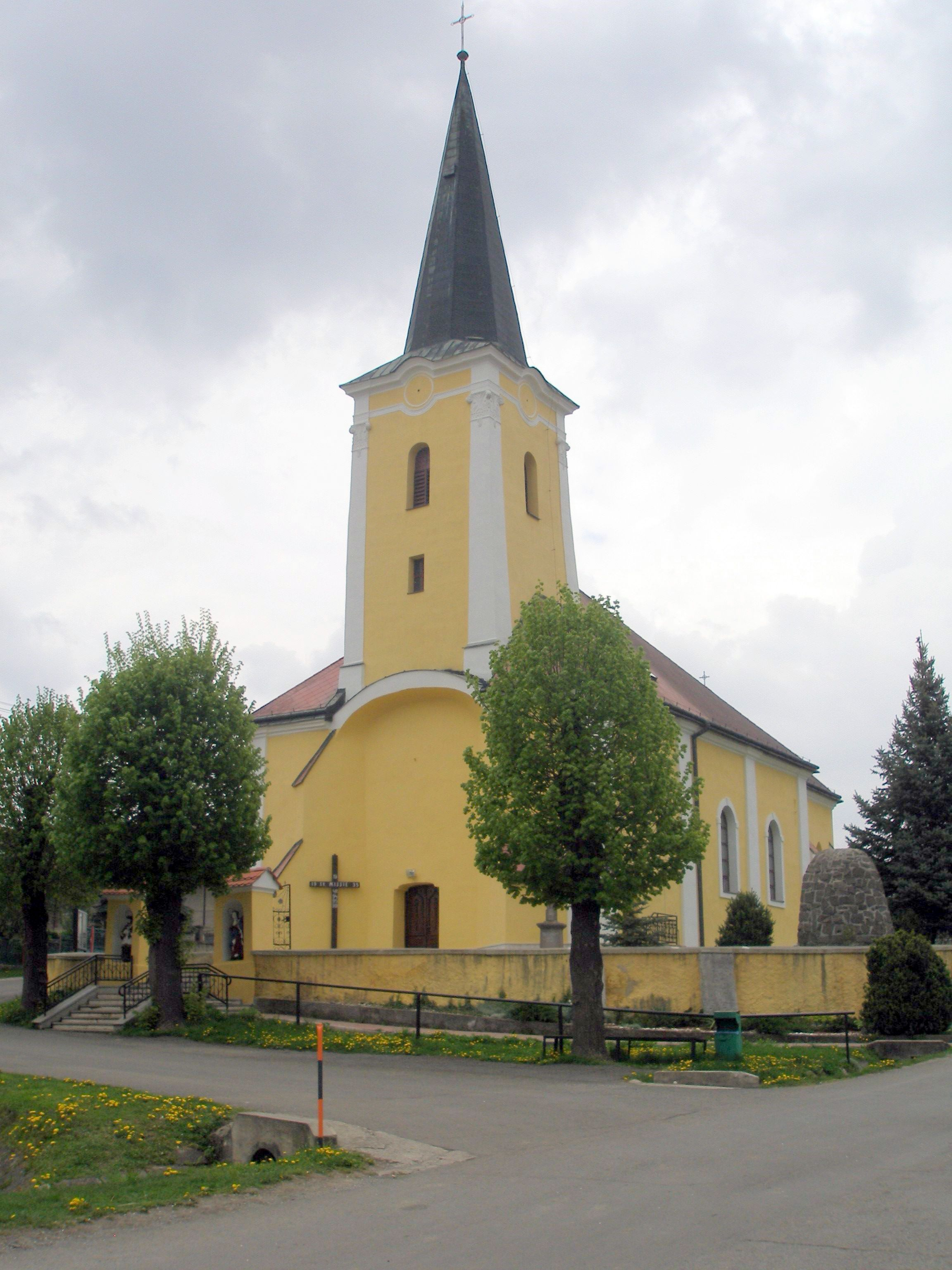
Kirche in Tulčík

Das heutige Gemeindegebiet wurde im Neolithikum besiedelt, weiter gibt es Funde aus der Kupfer- und Hallstattzeit.
Der Ort wurde zum ersten Mal 1248 als Teuchik schriftlich erwähnt und war damals im Besitz der Burg Scharosch. Sprachlich besteht Verwandtschaft mit dem slawischen Wort tul beziehungsweise slowakischen tulec, auf Deutsch Köcher. 1348 gab es hier eine Mautstelle, 1411 schenkte Sigismund von Luxemburg den Ort dem Herrschaftsgut der Burg Kapušany. 1427 hatte die Ortschaft insgesamt 58 Porta. Bis zum 19. Jahrhundert hatte das Geschlecht Kapy Güter im Ort, im 19. Jahrhundert dann die Ghillányis. 1828 zählte man 109 Häuser und 802 Einwohner, die von Landwirtschaft und Obstbau lebten.
Bis 1918 gehörte der im Komitat Scharosch liegende Ort zum Königreich Ungarn und kam danach zur Tschechoslowakei beziehungsweise heute Slowakei.

## Bevölkerung
| Jahr                | 1994 | 2004    | 2014    | 2024    |
| ------------------- | ---- | ------- | ------- | ------- |
| Anzahl der Personen | 1271 | 1304    | 1327    | 1334    |
| Unterschied         |      | +2,59 % | +1,76 % | +0,52 % |

| Jahr                | 2023 | 2024    |
| ------------------- | ---- | ------- |
| Anzahl der Personen | 1324 | 1334    |
| Unterschied         |      | +0,75 % |

Nach der Volkszählung 2011 wohnten in Tulčík 1311 Einwohner, davon 1278 Slowaken, vier Ukrainer, drei Tschechen und jeweils ein Magyare, Mährer, Pole und Russine. 22 Einwohner machten diesbezüglich keine Angabe. 1213 Einwohner bekannten sich zur römisch-katholischen Kirche, 45 Einwohner zur griechisch-katholischen Kirche, sieben Einwohner zur evangelischen Kirche A. B. und zwei Einwohner zur orthodoxen Kirche; ein Einwohner bekannte sich zu einer anderen Konfession. Elf Einwohner waren konfessionslos und bei 32 Einwohnern wurde die Konfession nicht ermittelt.

## Bauwerke
- römisch-katholische Simon-und-Judas-Kirche mit gotischem Kern und renaissance-barocken Teilen

## Verkehr
Tulčík besitzt eine Haltestelle an der Bahnstrecke Kapušany pri Prešove–Bardejov und liegt an der Straße 2. Ordnung 545 (Kapušany–Bardejov).